# Carl Wolff (Architekt)
Carl Wolff (* 1. Januar 1860 in Elberfeld (heute Stadtteil von Wuppertal); † 25. Februar 1929 in München) war ein deutscher Architekt, Denkmalpfleger, kommunaler Baubeamter sowie Autor und Herausgeber, der vor allem in Frankfurt am Main und Hannover tätig war.

## Leben
Wolff studierte an der Technischen Hochschule Charlottenburg Architektur und Kunstgeschichte. Seine Lehrer waren dabei u. a. Friedrich Adler, Julius Raschdorff und Carl Schäfer. Nachdem Wolff sein zweites Staatsexamen bestanden hatte, wurde er 1886 zum Regierungsbaumeister (Assessor) ernannt.
In dieser Funktion lebte und wirkte Wolff bis 1890 in Cosel und Königsberg. Mitte dieses Jahres berief man Wolff zum Stadtbaumeister der Stadt Frankfurt am Main. Als solcher errichtete er als Hochbau-Assistent und später als Bauinspektor zahlreiche kommunale Bauten wie Krankenhaus, Irrenanstalt und Hallenbad und beschäftigte sich mit Denkmalpflege.
Ab 1898 war Wolff in Hannover bei der Provinzialverwaltung als Landesbaurat tätig und entwarf den Neubau der Irrenanstalt in Lüneburg und die Hebammenlehranstalt (Landesfrauenklinik) in Hannover (1901/1902). Seit 1899 war er Herausgeber des Kunstdenkmälerinventars der Provinz Hannover, 1901–1908 Redakteur der Zeitschrift des Architekten- und Ingenieur-Vereins zu Hannover.
1902 wurde Carl Wolff schließlich Stadtbaurat von Hannover, ein Amt, das er 1914 wegen Krankheit aufgeben musste. Ab 1905 gehörte Wolff als Abgeordneter auch dem Provinziallandtag an. Seine letzten Jahre verbrachte Wolff in München, wo er im Alter von 69 Jahren am 25. Februar 1929 starb.
Wollfs architektonisches Werk zeichnet sich im Stil durch den Übergang vom Historismus zum Neobarock und Jugendstil aus. Beispiel dafür ist einer seiner wichtigsten Bauten, das Goseriedebad in Hannover, das in den Jahren 1902 bis 1905 entstand.

## Werke

### Bauten (Auswahl)

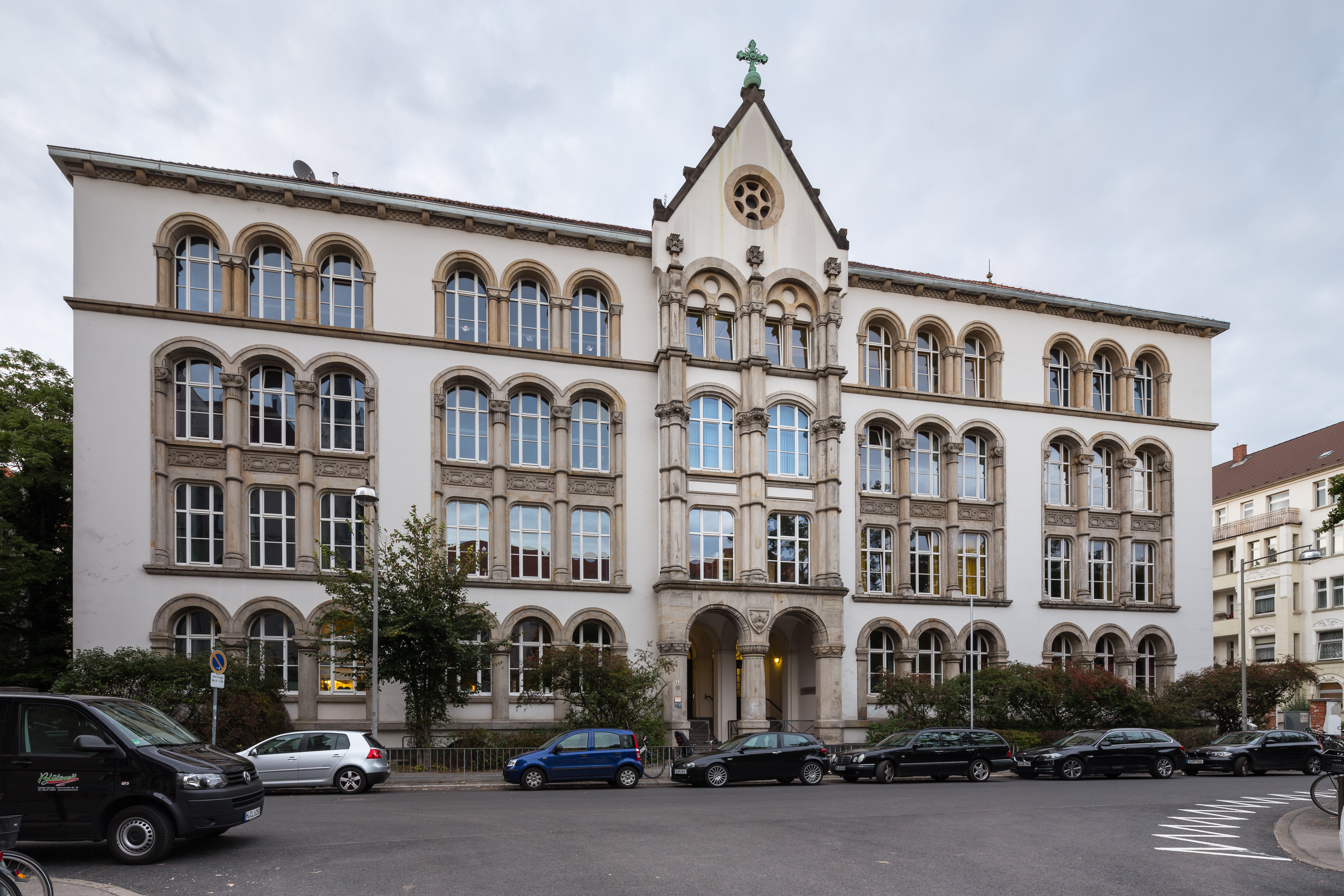
Katholische Bonifatiusschule von 1902

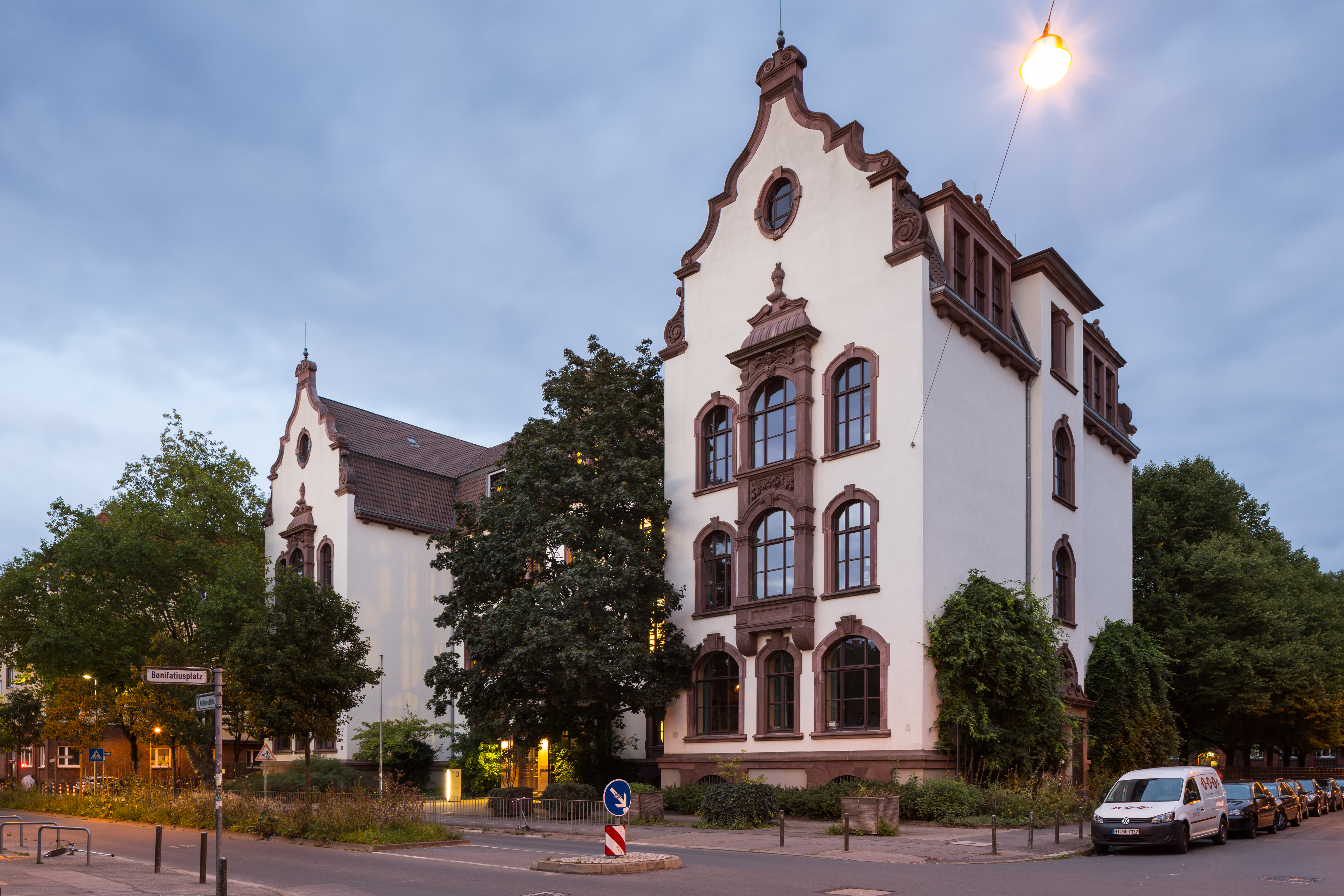
Bürgerschule, genannt Comeniusschule

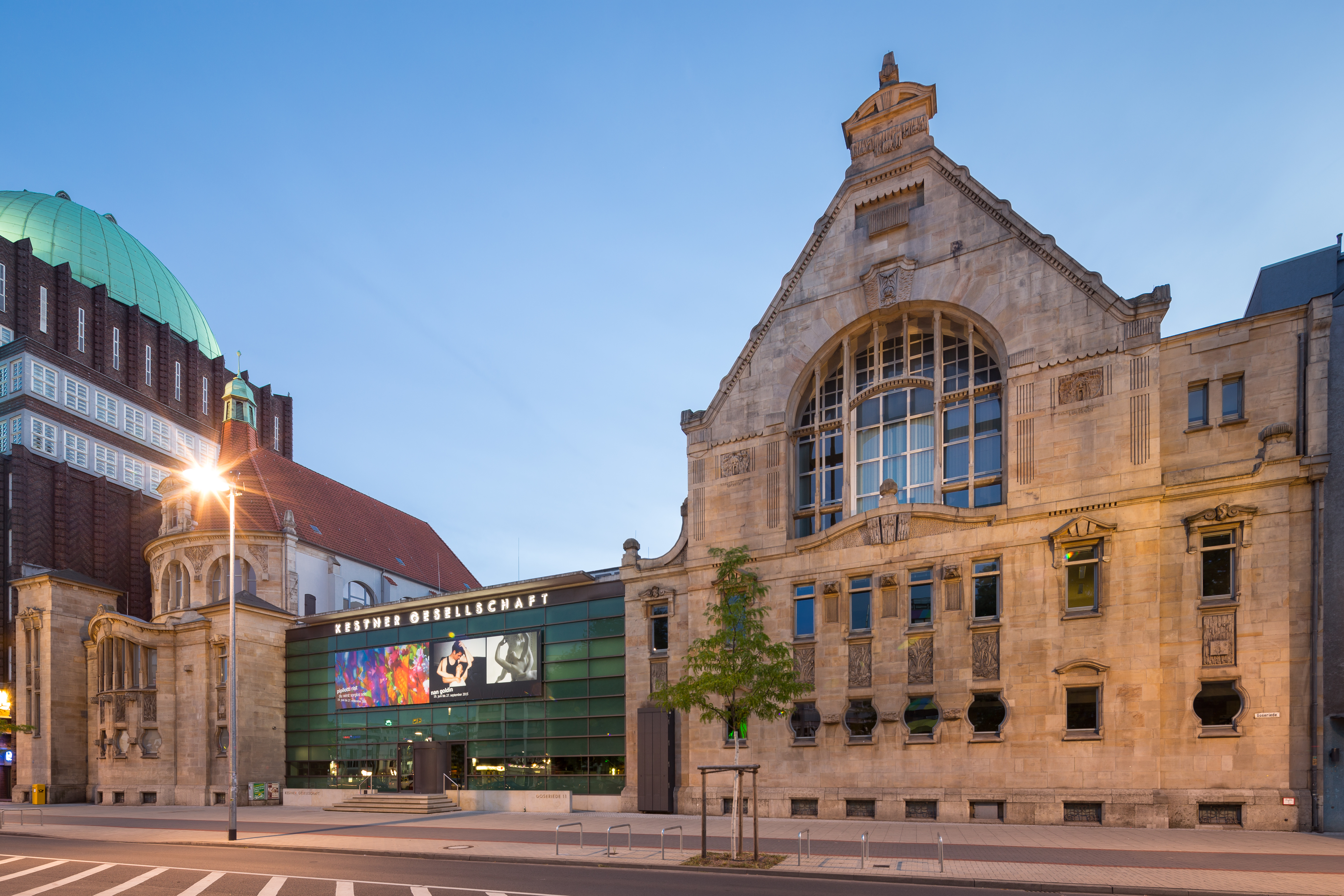
Goseriedebad

- Provinzial-Irrenanstalt in Lüneburg
- Comeniusschule in Hannover am Bonifatiusplatz (1899, mit Paul Rowald; denkmalgeschützt)
- Bonifatiusschule in Hannover am Bonifatiusplatz (1902, mit Paul Rowald; denkmalgeschützt)[2]
- Provinzial-Hebammenlehranstalt (später Landesfrauenklinik Hannover) in Hannover-Herrenhausen (1901/1902)
- Neue Rennbahn an der Bult in Hannover (nicht erhalten)
- Goseriedebad in Hannover (1902–1905; heute Museumsbau der Kestnergesellschaft)
- Wohnhaus Carl Wolff in Hannover, Ellernstraße 13 (mit Wolfskopf in Sandstein als Anspielung auf den Namen des Bauherrn; denkmalgeschützt)
- Festbogen für die Kaisertage (Besuch Kaiser Wilhelms II.) in Hannover, Bahnhofstraße (1907, nicht erhalten)
- Schule und Präparandenanstalt (spätere Ricarda-Huch-Schule) in Hannover, Bonifatiusplatz (1907, mit Paul Rowald; denkmalgeschützt)
- Höhere Töchterschule I (spätere Wilhelm-Raabe-Schule) in Hannover, Langensalzastraße 24 (1907/1908, mit Otto Ruprecht; mit Bildprogramm Wie die Zucht, so die Frucht)

### Schriften
- mit Rudolf Jung: Der Kaiserdom in Frankfurt am Main. Eine baugeschichtliche Darstellung. Verlag Carl Jügel, Frankfurt am Main 1892.
- mit Rudolf Jung: Die Baudenkmäler in Frankfurt am Main. Erster Band. Kirchenbauten, Völcker-Verlag, Frankfurt am Main 1896 (Digitalisat PDF).
- mit Rudolf Jung: Die Baudenkmäler in Frankfurt am Main. Zweiter Band. Weltliche Bauten, Völcker-Verlag, Frankfurt am Main 1898 (Digitalisat PDF).
- Das städtische Schwimmbad zu Frankfurt a. M. Bergsträsser, Stuttgart 1897.
- Die Kunstdenkmäler der Provinz Hannover. (Hrsg. im Auftrag der Provinzial-Kommission zur Erforschung und Erhaltung der Denkmäler in der Provinz Hannover von Carl Wolff) Hannover 1899–1927.
  - Landkreise Hannover und Linden. 1899.
  - mit Anton von Behr und Uvo Hölscher: Band II: Regierungsbezirk Hildesheim. 1. und 2. Stadt Goslar. 1901 (archive.org).
  - mit Heinrich Fischer, Fritz Traugott Schulz, Band III: Regierungsbezirk Lüneburg. 1. Kreise Burgdorf und Fallingbostel. Mit 2 Tafeln und 62 Textabbildungen, Selbstverlag der Provinzialverwaltung, Theodor Schulze’s Buchhandlung, Hannover 1902; (PDF, forgottenbooks.com oder archive.org).
  - Stadt Lüneburg. 1906.
- Oeffentliche Bade- und Schwimmanstalten. Göschen, Leipzig 1908 (und öfter).